# (6378) 1987 SE13
(6378) 1987 SE13 es un asteroide perteneciente al cinturón de asteroides, descubierto el 27 de septiembre de 1987 por Henri Debehogne  desde el observatorio de La Silla.

## Designación y nombre
Designado provisionalmente como 1987 SE13.

## Características orbitales
(6378) 1987 SE13 está situado a una distancia media del Sol de 3,176 ua, pudiendo alejarse hasta 3,715 ua y acercarse hasta 2,637 ua. Su excentricidad es 0,170 y la inclinación orbital 2,856 grados. Emplea 2067,79 días en completar una órbita alrededor del Sol.
Los próximos acercamientos a la órbita de Júpiter ocurrirán el 25 de abril de 2031, el 5 de febrero de 2042 y el 20 de noviembre de 2052.
Pertenece a la familia de asteroides de (24) Themis.

## Características físicas
La magnitud absoluta de (6378) 1987 SE13 es 13,00. Tiene 12,667 km de diámetro y su albedo se estima en 0,083. 